# Alex Steinweiss

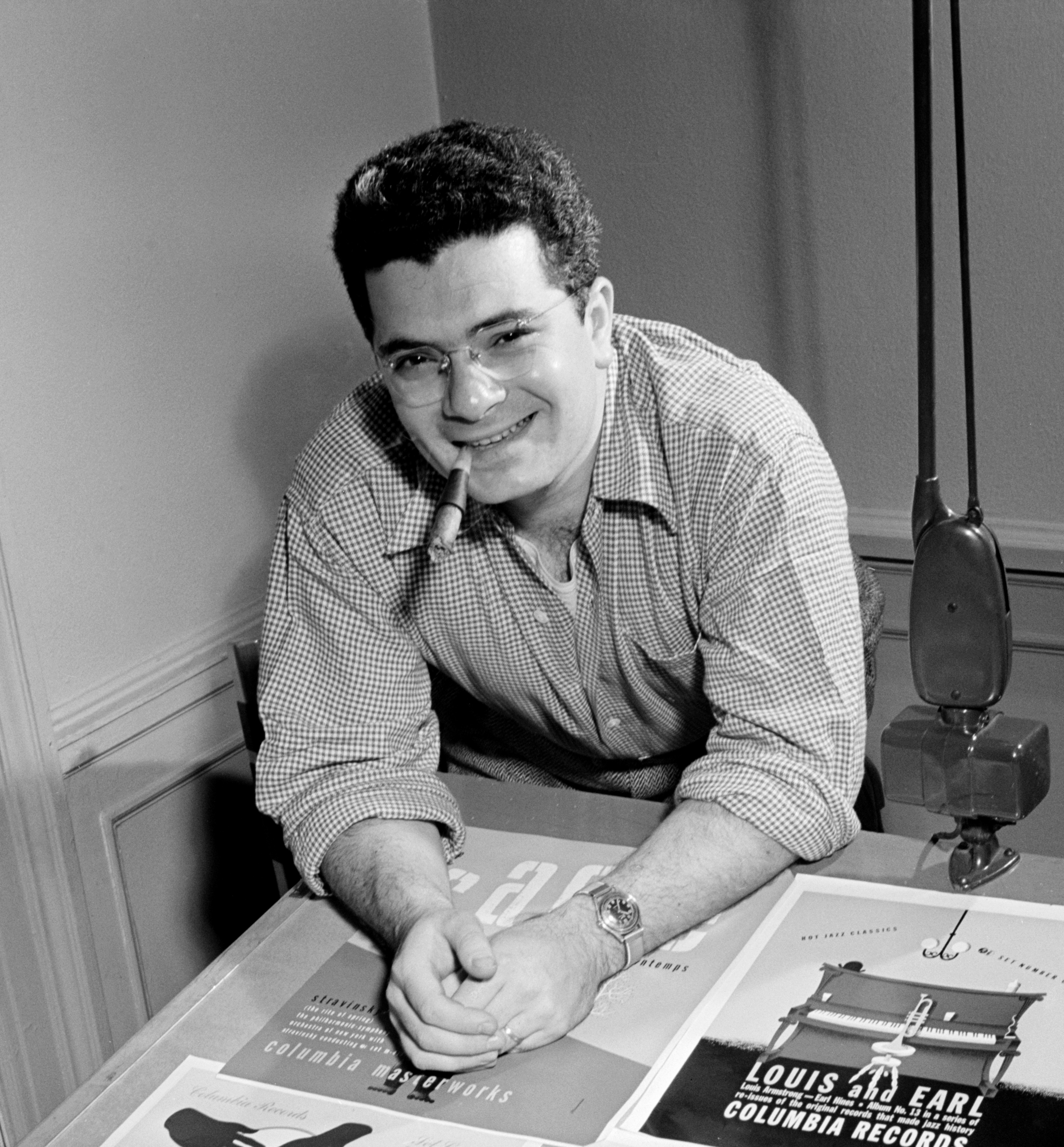
Alex Steinweiss mit eigenen Entwürfen, etwa April 1947
Foto: William P. Gottlieb

Alex Steinweiss (* 24. März 1917 in Brooklyn, New York City, New York; † 17. Juli 2011 in Sarasota, Florida) war ein US-amerikanischer Grafikdesigner. Er gilt als Erfinder des Schallplattencovers.

## Karriere
Steinweiss erfuhr bereits während seiner Schulzeit an der Abraham Lincoln School in Brooklyn Grundzüge des Grafikdesign durch seinen Lehrer Leon Friend, Co-Autor des ersten amerikanischen Buches über Grafikdesign. Nach der Ausbildung an der Parsons School of Design und im Grafikatelier von Joseph Binder, wo Steinweiss ab 1937 als Assistent tätig war, machte er sich 1939 selbständig.
Kurz nachdem er sich selbständig gemacht hatte, hörte er von der Stelle als Artdirector bei der neuen Schallplattenfirma Columbia Records, die er auch erhielt. Dort hatte er 1940 die Idee einer besonderen Gestaltung der bis dato unbedruckten Verpackungshüllen von Schallplatten. Für die im Februar 1940 erschienene LP Smash Song Hits by Rodgers & Hart entwarf er ein Design: das kontrastreiche Foto einer Theatermarkise, deren Schrift mittels Glühbirnen hell erleuchtet ist. Anfangs wird seine Idee der individualisierten Covergestaltung bei Columbia aufgrund der höheren Kosten abgelehnt; Steinweiss setzte sich aber durch. Die Plattenhändler zeigten nun die Alben im Laden und den Schaufenstern als Kunstobjekte, und die Kunden assoziierten die Musik, mit den von Steinweiss gestalteten Covern. Die signifikant besseren Verkaufserfolge von Schallplatten mit ansprechend gestalteten Hüllen machten aus dieser Idee rasch eine wirtschaftlich bedeutende Sparte der Designkunst.
Bis zirka 1945 war Steinweiss der alleinige Designer für Schallplattenhüllen bei Columbia Records; dort folgten ihm Grafiker wie James Flora, der sich den Jazzplatten widmete, und Robert M. Jones. Steinweiss arbeitete im Laufe seiner Karriere auch für andere Plattenfirmen wie Decca Records, London Records und Everest Records. Mit weit über zweitausend Plattenhüllen prägte er die optische Erscheinung von Musikinterpretationen in Jazz, Klassik und Pop.
Die erste Schellackplatte, für die Steinweiss ein Plattencover gestaltete, war 1940 eine Einspielung der Songwriter Richard Rodgers und Lorenz Hart, Smash Song Hits. Steinweiss fuhr für das Foto zum New Yorker Imperial Theatre an der 45. Straße und überredete den Besitzer, die Leuchttafel eine Stunde so einzustellen, dass sein Team den Schriftzug Rodgers und Hart fotografieren konnten. Das Foto der Leuchtreklame mit dem Hintergrund einer grafischen Darstellung einer Schallplatte war das Motiv der ersten Schallplattenhülle.
Ein anderes Cover, das der Design-Pionier für Beethovens  5. Klavierkonzert entwarf, ist ein Paradebeispiel für Steinweiss’ Fähigkeit, der Musik mit seinen Motiven ein Gesicht zu geben – und wie weit sein Einfluss auf das Coverdesign reichte. Auf dem Cover fällt vor pechschwarzem Hintergrund ein gebündelter Lichtstrahl auf einen Flügel, wird wie durch ein Prisma abgelenkt und fächert sich auf in die Farben des Regenbogens. Mehr als 30 Jahre später wurde dieses Motiv vom britischen Designstudio Hipgnosis auf dem Cover von Pink Floyds The Dark Side of the Moon von 1973 zitiert.
Steinweiss entwickelte für die Plattenhüllen zunächst die folgenden Gestaltungsprinzipien: Eine Reduktion auf einfache, schnell erkennbare Formen, (auf den musikalischen Inhalt) angepasste, flächige Farbe sowie eine stark in die Bildgestaltung integrierte Typografie. Er entwarf auch eine eigene Schrift, die Steinweiss Scraw, die auch andere Coverdesigner verwendeten.
1972 entschied sich der Design-Revolutionär im Alter von 55 Jahren zum Rückzug aus dem Geschäft. „Eines Tages wartete ich im Empfangsbereich einer Plattenfirma – ich im Anzug, neben mir lauter langhaarige Typen in fransigen Lederjacken. Da wurde mir klar, dass ich total altmodisch war und dass es Zeit wurde, das Handtuch zu werfen.“ Der engen Verbindung von Musik und Motiv blieb Steinweiss dennoch treu. Unter dem Künstlernamen Piedra Blanca (die spanischen Begriffe für „Stein“ und „Weiß“) begann er, Gemäldeserien nach den Meisterwerken berühmter Komponisten zu malen.
Am 17. Juli 2011 starb er in seinem Haus in Sarasota, Florida, im Alter von 94 Jahren.

## Wirkung
Steinweiss’ Bedeutung als Mitbegründer der Covergestaltung beruht nicht alleine auf seinem umfangreichen Schaffen, sondern vor allem auf seinen Designprinzipien. Insbesondere seine Arbeiten bis 1945 weisen einen großen Einfluss der europäischen Plakattradition seit 1900 auf. Der Plakatbezug und die Umformung der Werbeprinzipien für die Gestaltung der Plattencover gelten als das Verdienst von Steinweiss.